# Hanne Maudens
Hanne Maudens (* 12. März 1997 in Wetteren) ist eine belgische Leichtathletin die bis August 2020 im Siebenkampf und Weitsprung angetreten ist. Im September 2020 erklärte sie, künftig nur noch Wettkämpfe bei 400m- und 800m-Läufen bestreiten zu wollen.

## Sportliche Laufbahn
Ihre ersten internationalen Meisterschaften waren das Europäische Olympische Jugendfestival 2013 in Utrecht, bei dem sie im Weitsprung mit 6,06 m die Silbermedaille gewann. 2014 nahm sie an den Olympischen Jugendspielen in Nanjing teil und verpasste dort mit 6,04 m als Vierte im Weitsprung eine Medaille. Im Jahr darauf gewann sie bei den Junioreneuropameisterschaften in Eskilstuna mit 5720 Punkten die Silbermedaille im Siebenkampf und erreichte mit 6,29 m im Weitsprung den fünften Rang. 2016 gewann sie bei den Juniorenweltmeisterschaften in Bydgoszcz mit 5881 Punkten die Bronzemedaille im Siebenkampf. Im Jahr darauf belegte sie bei den U23-Europameisterschaften ebendort mit 6,12 m den zwölften Platz im Weitsprung und musste ihren Wettkampf im Siebenkampf vorzeitig beenden. Trotzdem qualifizierte sie sich erstmals für die Weltmeisterschaften in London, bei denen sie mit 5749 Punkten den 23. Platz belegte.
Bei den Europameisterschaften 2018 in Berlin wurde sie mit 6104 Punkten Zehnte und bei den Halleneuropameisterschaften 2019 in Glasgow mit 4440 Punkten Achte im Hallenfünfkampf. Anschließend gewann sie bei den U23-Europameisterschaften in Gävle mit 6093 Punkten die Bronzemedaille hinter der Schweizerin Géraldine Ruckstuhl und Sophie Weißenberg aus Deutschland. Zudem belegte sie im Weitsprung mit 6,09 m den neunten Platz. Im Spätsommer belegte sie bei den Weltmeisterschaften in Doha mit 6088 Punkten den elften Platz. 2021 startete sie bei den Halleneuropameisterschaften in Toruń im 400-Meter-Lauf, schied dort aber mit 53,63 s bereits in der ersten Runde aus. Bei den World Athletics Relays Anfang Mai im polnischen Chorzów belegte sie in 3:37,66 min den siebten Platz mit der belgischen der 4-mal-400-Meter-Staffel.
2017 und 2019 wurde Maudens belgische Meisterin im Weitsprung im Freien sowie von 2017 bis 2020 auch in der Halle. Zudem sicherte sie sich 2019 auch den Meistertitel im Hallenfünfkampf.

## Persönliche Bestleistungen
- 400 Meter: 53,78 s, 26. August 2020 in Lokeren
  - 400 Meter (Halle): 53,52 s, 20. Februar 2021 in Louvain-la-Neuve
- Weitsprung: 6,51 m (+1,1 m/s), 8. Juli 2018 in Brüssel
  - Weitsprung (Halle): 6,53 m, 17. Februar 2019 in Gent
- Siebenkampf: 6252 Punkte, 27. Mai 2018 in Götzis
- Fünfkampf (Halle): 4569 Punkte, 3. Februar 2019 in Gent